# Nacal
Nacal (em árabe: نَخَل; romaniz.: Nakhal) é uma cidade da província de Batina Meridional e capital do vilaiete de Nacal, no Omã. De acordo com o censo de 2010, tinha 10 250 habitantes. Compreende uma área de 10,2 quilômetros quadrados.